# Chris Harper
Chris Harper, nascido a 23 de novembro de 1995, é um ciclista profissional australiano membro do conjunto Team Jumbo-Visma.

## Palmarés
2018
- 3.º no Campeonato da Austrália em Estrada
- Campeonato Oceânico em Estrada
- UCI Oceania Tour

2019
- 2.º no Campeonato da Austrália em Estrada
- 3.º no Campeonato Oceânico em Estrada
- Tour do Japão, mais 1 etapa
- Tour de Saboia, mais 2 etapas

2020
- 3.º no Campeonato da Austrália Contrarrelógio